# Pseudotriphyllus ohbayashii
Pseudotriphyllus ohbayashii es una especie de coleóptero de la familia Mycetophagidae.

## Distribución geográfica
Habita en las Islas Ryūkyū Japón.